# Burg Frauenberg (Hessen)

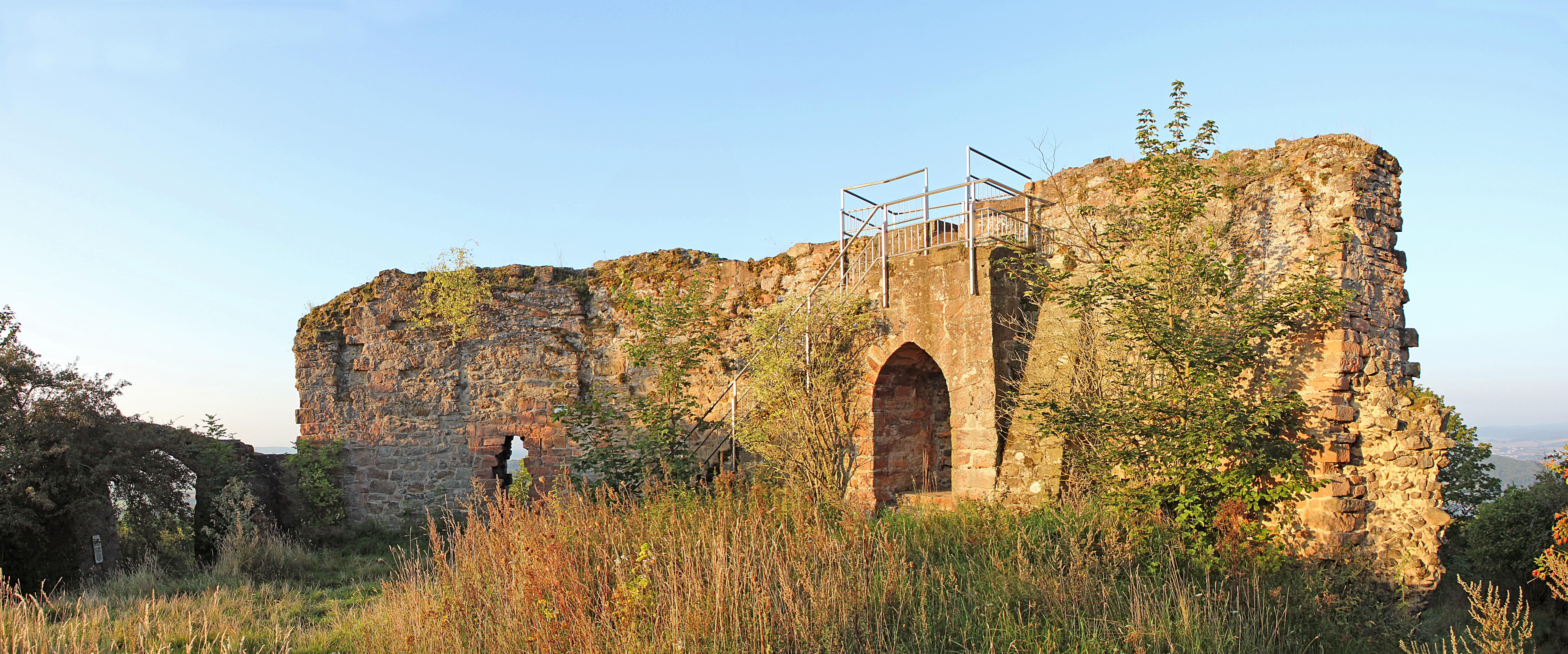
Burgruine Frauenberg von innen

Die Burg Frauenberg ist die Ruine einer mittelalterlichen Höhenburg auf dem Frauenberg in der Gemarkung Beltershausen nahe Frauenberg, einem Ortsteil der Gemeinde Ebsdorfergrund im mittelhessischen Landkreis Marburg-Biedenkopf.

## Geographische Lage
Die Ruine befindet sich in den Lahnbergen etwa 6 Kilometer südlich von Marburg und 500 m südwestlich des Dorfs Frauenberg auf dem Basaltkegel des Frauenbergs (379,4 m ü. NHN), auf 370 m Höhe. Auf dem Frauenberg, an dem bis 1913 Basalt abgebaut wurde, liegt das Naturschutzgebiet Frauenberg bei Beltershausen. Früher verlief die strategisch wichtige Fernstraße „durch die langen Hessen“ sowie der historische Balderscheidweg an der Burg vorbei.

## Geschichte
Um 1250 wurde die Burg im Auftrag der Herzogin Sophie von Brabant, Tochter der Heiligen Elisabeth und Mutter des noch unmündigen Landgrafen Heinrich I. von Hessen, erbaut, um Marburg zu sichern, eine Gegenposition zur mainzischen Burg Amöneburg zu schaffen und die „Langen Hessen“ zu überwachen. Urkundlich wurde die Burg erst 1296. Die Burg wurde mit Burgmannen besetzt, die sich in der Folge von Frauynberg nannten. Wahrscheinlich handelt es sich um eine Seitenlinie der Rau von Holzhausen. Mit dem Bau der Burg entstand auch ein Gericht Frauenberg, das ab 1350 Amt wurde und 1604 mit dem Amt Kirchhain vereinigt wurde.
Mehrfach war die Burg noch im 14. Jahrhundert verpfändet, unter anderem an die Familien Riedesel und von Dernbach (Adelsgeschlecht) (Graf Volprecht von Dernbach ab 1329, Ober-Schultheiß in Marburg). Im Jahr 1350 wurde die Burg Sitz des hessischen Amts Frauenberg, das 1604 mit dem Amt Kirchhain vereinigt wurde.
Die Burg verlor spätestens 1437 ihre strategische Bedeutung, nachdem die Landgrafen von Hessen 1427 die Erzbischöfe von Mainz endgültig besiegt hatten und 1450 auch in den Besitz der Grafschaft Ziegenhain gekommen waren. Dennoch wurde sie in der Folge 1470 und 1489 zweimal zerstört; die Gründe dafür sind nicht geklärt. Bis 1528 war die Anlage noch teilweise bewohnt. Danach verfiel sie allmählich und diente den Bewohnern umliegender Dörfer als Quelle für Baumaterial.
Seit dem späten 18. Jahrhundert wird die Burgruine touristisch genutzt. Caroline Schelling erwähnte mehrere Aufenthalte bei der Ruine in ihren Briefen. 1873 wurde das Tor der Burganlage restauriert.

## Anlage
Die einstige Burganlage ist heute nur noch in geringen Teilen erhalten. Darunter eine sieben Meter hohe innere und eine äußere Ringmauer sowie einige Wallgräben. Über die ursprüngliche Erscheinung der Burganlage lässt sich keine gesicherte Aussage treffen. Offenbar verfügte die Burg nicht über einen Bergfried im klassischen Sinne. Von der umzäunten Mauer der Burgruine hat man einen guten Rundblick über den Ebsdorfer Grund und das Amöneburger Becken.

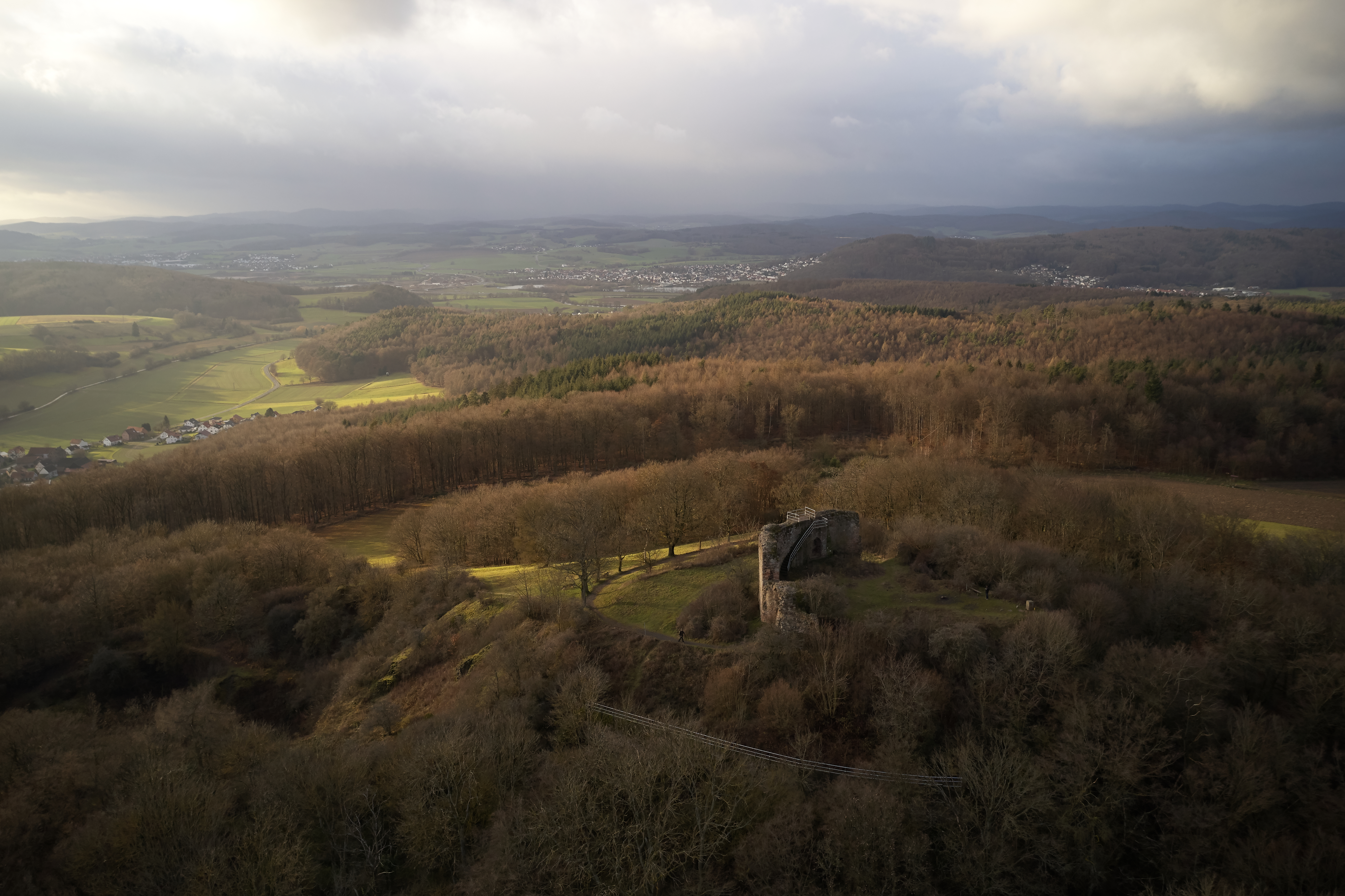
Luftbild der Burg Frauenberg mit Blick südwestlich auf das Lahntal und auf Bortshausen.